# Großer Preis der Niederlande 1955
Der Große Preis der Niederlande 1955 (offiziell V Grote Prijs van Nederland) fand am 19. Juni auf dem Circuit Park Zandvoort in Zandvoort statt und war das fünfte Rennen der Automobil-Weltmeisterschaft 1955.

## Bericht

### Hintergrund
Der Große Preis der Niederlande 1955 fand eine Woche nach der Katastrophe von Le Mans statt. Als Konsequenz aus dem Unfall wurden diverse geplante Rennen der Saison 1955 abgesagt, unter anderem der Große Preis der Schweiz in Bremgarten. Rundstreckenrennen sind in der Schweiz seit diesem Ereignis gesetzlich verboten, wodurch in Bremgarten keine weiteren Rennen mehr veranstaltet wurden. Der frühere Formel-1-Pilot Pierre Levegh starb bei diesem Unfall.
Der Große Preis der Niederlande fand nach einer einjährigen Pause zum dritten Mal statt, der Gewinner der beiden vorherigen Rennen, Alberto Ascari starb einige Wochen zuvor bei Sportwagentestfahrten.
Während Mercedes mit der unveränderten Fahrerkonstellation des letzten Rennens an den Start ging, änderte man bei Ferrari einen Großteil des Teams. Giuseppe Farina, Harry Schell und Paul Frère fuhren nicht mehr für die Scuderia, dafür kam Eugenio Castellotti ins Team, da Lancia sich vollständig aus der Formel 1 zurückgezogen hatte, und Mike Hawthorn kehrte zu Ferrari zurück.
Maserati hatte, wie Ferrari, drei Wagen im Einsatz, für die Stammpiloten Jean Behra, Roberto Mieres und Luigi Musso. Gordini setzte ebenfalls drei Wagen ein und war nach einem Grand Prix Pause wieder dabei mit Robert Manzon, Hernando da Silva Ramos und Jacques Pollet. Es waren vier Fahrer in privaten Wagen für das Rennen gemeldet.
da Silva Ramos fuhr das erste Formel-1-Rennen seiner Karriere, Johnny Claes im privaten Maserati sein letztes.

### Training
Das Training wurde von Mercedes dominiert, die ihre Wagen auf den ersten drei Startplätzen platzierten. Der Weltmeisterschaftsführende Juan Manuel Fangio sicherte sich mit einer 1:40,0 Minuten die Pole-Position vor seinen Teamkollegen Stirling Moss und Karl Kling. Dahinter folgten mit engen Abständen untereinander die Fahrer von Maserati und Ferrari. Musso sicherte sich Position vier hinter den Mercedes, Hawthorn kam bei seinem Ferrari Comeback auf Startplatz fünf. Dahinter die Maserati von Behra und Mieres. Trintignant startete erneut weiter hinten, auf Platz acht. Castellotti, der Polesetter vom vorangegangenen Rennen in Spa ging von Position neun ins Rennen. Gordini kam mit Manzon nicht über einen elften Startplatz hinaus, bester Fahrer in einem privaten Wagen war Peter Walker auf Platz zehn.

### Rennen
Beim Start behielt Fangio die Führung, während Musso Kling und Moss überholte. Musso hielt den Abstand zu Fangio gering und setzte ihn unter Druck, wurde allerdings eine Runde später wieder von Moss überholt. Dahinter duellierten sich Kling und Behra um Position vier.
Walker schied in seinem privaten Maserati nach bereits zwei Runden aus, Kling drehte sich in Runde 21 von der Strecke. Nur zwei Runden später drehte sich Horace Gould im privaten Maserati ebenfalls und musste das Rennen aufgeben. Daraufhin lag Mieres auf Position fünf und griff Behra an. Nachdem er ihn überholte, versuchte Mieres die Lücke zu Musso und den Mercedes zu schließen, was ihm allerdings nicht gelang, da die Spitze des Feldes einen bereits zu großen Abstand aufgebaut hatten.
Musso fuhr ein starkes Rennen und einen Großteil der Renndistanz direkt hinter den Mercedes, die am Limit fahren mussten, um ihre Positionen gegen ihn zu verteidigen. Später im Rennen beging Musso einen Fahrfehler und drehte sich von der Strecke, konnte das Rennen jedoch fortsetzen.
Manzon fiel in Runde 43 aufgrund eines technischen Defekts aus. Dies war für Gordini der einzige Ausfall des Rennens, die anderen beiden Wagen erreichten das Ziel auf Platz acht und zehn. Maurice Trintignant hatte in Runde 64 einen Getriebeschaden und musste ebenfalls das Rennen aufgeben.
Fangio und Moss drosselten nach dem Dreher von Musso ihre Geschwindigkeit und fuhren den Doppelsieg von Mercedes kontrolliert ins Ziel. Dies war der zweite Mercedes-Doppelsieg in Folge und das Team unterstrich damit seine Dominanz. Nach dem Rückzug von Lancia in der Formel 1 war lediglich Maserati in der Lage mit Mercedes mitzuhalten, nur Musso setzte Fangio und Moss im Rennen unter Druck. Durch seinen Fahrfehler verlor er aber keine Position und beendete das Rennen vor Mieres auf Podestplatz drei. Fangio gratulierte dem Italiener nach dem Rennen für diese Leistung und für den harten Kampf.
Castellotti punktete in seinem Debütrennen für Ferrari mit Platz fünf, Mieres bekam einen zusätzlichen Punkt für die schnellste Rennrunde. Dies war die einzige schnellste Rennrunde seiner Karriere und die einzige für Maserati in der Automobil-Weltmeisterschaft 1955. Behra und Hawthorn verpassten die Punkteränge auf den Positionen sechs und sieben. Da Silva Ramos fuhr bei seinem Formel-1-Debüt auf Platz acht, Claes erreichte in seinem letzten Rennen Platz elf, mit zwölf Runden Rückstand auf den Sieger Fangio.
In der Weltmeisterschaftswertung baute Fangio seinen Vorsprung auf 14 Punkte vor Moss aus und hatte damit die Möglichkeit im nächsten Rennen bereits vorzeitig Weltmeister zu werden. Trintignant blieb erneut punktlos und Farina fuhr nicht mehr für Ferrari, wodurch beide einen Platz in der Fahrerwertung verloren. Moss stieg auf Platz zwei auf und damit wurde deutlich, dass die Weltmeisterschaft zwischen den beiden Mercedes-Fahrern Fangio und Moss entschieden wurde.

## Meldeliste
| Team                      | Nr. | Fahrer                  | Chassis                               | Motor                | Reifen |
| ------------------------- | --- | ----------------------- | ------------------------------------- | -------------------- | ------ |
| Scuderia Ferrari          | 02  | Mike Hawthorn           | Ferrari 555 Supersqualo/Ferrari 625F1 | Ferrari 2.5 L4       | E      |
| Scuderia Ferrari          | 04  | Maurice Trintignant     | Ferrari 555 Supersqualo/Ferrari 625F1 | Ferrari 2.5 L4       | E      |
| Scuderia Ferrari          | 06  | Eugenio Castellotti     | Ferrari 555 Supersqualo/Ferrari 625F1 | Ferrari 2.5 L4       | E      |
| Daimler-Benz AG           | 08  | Juan Manuel Fangio      | Mercedes-Benz W 196                   | Mercedes-Benz 2.5 L8 | C      |
| Daimler-Benz AG           | 10  | Stirling Moss           | Mercedes-Benz W 196                   | Mercedes-Benz 2.5 L8 | C      |
| Daimler-Benz AG           | 12  | Karl Kling              | Mercedes-Benz W 196                   | Mercedes-Benz 2.5 L8 | C      |
| Officine Alfieri Maserati | 14  | Jean Behra              | Maserati 250F                         | Maserati 2.5 L6      | E      |
| Officine Alfieri Maserati | 16  | Roberto Mieres          | Maserati 250F                         | Maserati 2.5 L6      | P      |
| Officine Alfieri Maserati | 18  | Luigi Musso             | Maserati 250F                         | Maserati 2.5 L6      | P      |
| Equipe Gordini            | 20  | Robert Manzon           | Gordini Type 16                       | Gordini 2.5 L6       | E      |
| Equipe Gordini            | 22  | Hernando da Silva Ramos | Gordini Type 16                       | Gordini 2.5 L6       | E      |
| Equipe Gordini            | 24  | Jacques Pollet          | Gordini Type 16                       | Gordini 2.5 L6       | E      |
| Stirling Moss Ltd.        | 26  | Peter Walker            | Maserati 250F                         | Maserati 2.5 L6      | D      |
| Ecurie Rosier             | 28  | Louis Rosier            | Maserati 250F                         | Maserati 2.5 L6      | P      |
| Equipe Nationale Belge    | 30  | Johnny Claes            | Ferrari 500/Ferrari 625F1             | Ferrari 2.5 L4       | P      |
| Goulds‘ Garage            | 32  | Horace Gould            | Maserati 250F                         | Maserati 2.5 L6      | D      |

## Klassifikationen

### Qualifying
| Pos. | Fahrer                  | Konstrukteur | Zeit   | Start |
| ---- | ----------------------- | ------------ | ------ | ----- |
| 01   | Juan Manuel Fangio      | Mercedes     | 1:40,0 | 01    |
| 02   | Stirling Moss           | Mercedes     | 1:40,4 | 02    |
| 03   | Karl Kling              | Mercedes     | 1:41,1 | 03    |
| 04   | Luigi Musso             | Maserati     | 1:41,2 | 04    |
| 05   | Mike Hawthorn           | Ferrari      | 1:41,5 | 05    |
| 06   | Jean Behra              | Maserati     | 1:41,5 | 06    |
| 07   | Roberto Mieres          | Maserati     | 1:42,1 | 07    |
| 08   | Maurice Trintignant     | Ferrari      | 1:42,4 | 08    |
| 09   | Eugenio Castellotti     | Ferrari      | 1:42,7 | 09    |
| 10   | Peter Walker            | Maserati     | 1:44,9 | 10    |
| 11   | Robert Manzon           | Gordini      | 1:46,0 | 11    |
| 12   | Jacques Pollet          | Gordini      | 1:48,6 | 12    |
| 13   | Hernando da Silva Ramos | Gordini      | 1:50,2 | 13    |
| 14   | Horace Gould            | Ferrari      | 1:50,4 | 14    |
| 15   | Johnny Claes            | Ferrari      | 1:53,3 | 15    |

### Rennen
| Pos. | Fahrer                  | Konstrukteur | Runden | Stopps | Zeit        | Start | Schnellste Runde |
| ---- | ----------------------- | ------------ | ------ | ------ | ----------- | ----- | ---------------- |
| 01   | Juan Manuel Fangio      | Mercedes     | 100    |        | 2:54:23,8   | 01    | 1:40,9 (03.)     |
| 02   | Stirling Moss           | Mercedes     | 100    |        | + 0,3       | 02    |                  |
| 03   | Luigi Musso             | Maserati     | 100    |        | + 57,1      | 04    |                  |
| 04   | Roberto Mieres          | Maserati     | 99     |        | + 1 Runde   | 07    |                  |
| 05   | Eugenio Castellotti     | Ferrari      | 97     |        | + 3 Runden  | 09    |                  |
| 06   | Jean Behra              | Maserati     | 97     |        | + 3 Runden  | 06    |                  |
| 07   | Mike Hawthorn           | Ferrari      | 95     |        | + 5 Runden  | 05    |                  |
| 08   | Hernando da Silva Ramos | Gordini      | 92     |        | + 8 Runden  | 14    |                  |
| 09   | Louis Rosier            | Maserati     | 92     |        | + 8 Runden  | 13    |                  |
| 10   | Jacques Pollet          | Gordini      | 90     |        | + 10 Runden | 12    |                  |
| 11   | Johnny Claes            | Ferrari      | 88     |        | + 12 Runden | 16    |                  |
| –    | Maurice Trintignant     | Ferrari      | 64     |        | DNF         | 08    |                  |
| –    | Robert Manzon           | Gordini      | 43     |        | DNF         | 11    |                  |
| –    | Horace Gould            | Maserati     | 23     |        | DNF         | 15    |                  |
| –    | Karl Kling              | Mercedes     | 21     |        | DNF         | 03    |                  |
| –    | Peter Walker            | Maserati     | 2      |        | DNF         | 10    |                  |

## WM-Stand nach dem Rennen
Die ersten fünf bekamen 8, 6, 4, 3 bzw. 2 Punkte; einen Punkt gab es für die schnellste Runde. Es zählten nur die fünf besten Ergebnisse aus sieben Rennen.

### Fahrerwertung
| Pos. | Fahrer                | Konstrukteur | Punkte |
| ---- | --------------------- | ------------ | ------ |
| 01   | Juan Manuel Fangio    | Mercedes     | 27     |
| 02   | Stirling Moss         | Mercedes     | 13     |
| 03   | Maurice Trintignant   | Ferrari      | 11,3   |
| 04   | Giuseppe Farina       | Ferrari      | 10,3   |
| 05   | Bob Sweikert          | Kurtis Kraft | 8      |
| 06   | Eugenio Castellotti   | Lancia       | 8      |
| 07   | Roberto Mieres        | Maserati     | 7      |
| 08   | Luigi Musso           | Maserati     | 4      |
| 09   | Jimmy Davies          | Kurtis Kraft | 4      |
| 10   | Paul Frère            | Ferrari      | 3      |
| 11   | Jean Behra            | Maserati     | 3      |
| 12   | Tony Bettenhausen     | Kurtis Kraft | 3      |
| 13   | Paul Russo            | Kurtis Kraft | 3      |
| 14   | Johnny Thomson        | Kuzma        | 3      |
| 15   | José Froilán González | Ferrari      | 2      |
| 16   | Cesare Perdisa        | Maserati     | 2      |
| 17   | Luigi Villoresi       | Lancia       | 2      |
| 18   | Umberto Maglioli      | Ferrari      | 1,3    |
| 19   | Hans Herrmann         | Mercedes     | 1      |
| 20   | Karl Kling            | Mercedes     | 1      |
| 21   | Walt Faulkner         | Kurtis Kraft | 1      |
| 22   | Bill Homeier          | Kurtis Kraft | 1      |

| Pos. | Fahrer                  | Konstrukteur       | Punkte |
| ---- | ----------------------- | ------------------ | ------ |
| 23   | Bill Vukovich †         | Kurtis Kraft       | 1      |
| 24   | Louis Chiron            | Lancia             | 0      |
| 25   | Harry Schell            | Maserati / Ferrari | 0      |
| 26   | Jacques Pollet          | Gordini            | 0      |
| 27   | Mike Hawthorn           | Vanwall            | 0      |
| 28   | Hernando da Silva Ramos | Gordini            | 0      |
| 29   | Piero Taruffi           | Ferrari            | 0      |
| 30   | Louis Rosier            | Maserati           | 0      |
| 31   | Johnny Claes            | Ferrari            | 0      |
| –    | Sergio Mantovani        | Maserati           | 0      |
| –    | Clemar Bucci            | Maserati           | 0      |
| –    | Carlos Menditéguy       | Maserati           | 0      |
| –    | Jésus Iglesias          | Gordini            | 0      |
| –    | Alberto Uria            | Maserati           | 0      |
| –    | Alberto Ascari †        | Lancia             | 0      |
| –    | Élie Bayol              | Gordini            | 0      |
| –    | Pablo Birger            | Gordini            | 0      |
| –    | Robert Manzon           | Gordini            | 0      |
| –    | André Simon             | Mercedes           | 0      |
| –    | Horace Gould            | Maserati           | 0      |
| –    | Peter Walker            | Maserati           | 0      |